# وايت هارت لين
وايت هارت لين (بالإنجليزية: White Hart Lane) هو ملعب كرة قدم يقع في منطقة توتنهام بالعاصمة الإنجليزية لندن. بني الملعب في عام 1899، وهدم في 2017 وهو الملعب السابق لنادي الدرجة الممتازة، نادي توتنهام هوتسبر. بعد عمليات الترميم، أصبح الملعب يتسع لحضور 36,284 متفرج. كما أنه كان يستضيف بعض مباريات منتخب إنجلترا لكرة القدم ومنتخب إنجلترا تحت 21 سنة.
في خمسينيات وستينيات وسبعينيات القرن الماضي كان الملعب يتسع لما يقارب 70,000 مقعد، لكن بعد كارثة ملعب هيسل وكارثة هيلزبرة أجبرت الأندية الإنجليزية على عمليات الإصلاحات لملاعبها وهذا ما جعل سعة وايت هارت لين تقل لأجل السلامة للجماهير. الرقم القياسي لعدد الحضور في وايت هارت لين كان في 5 مارس سنة 1938 حين حضر ما يقارب 75,038 متفرج لمشاهدة لقاء بين توتنهام هوتسبر وسندرلاند.
You will never sing that you will never sing that champion of Europe you will never sing that

## تاريخ الملعب
بعد افتتاح ملعب وايت هارت لين، أستأجره توتنهام وبعد ذلك بمدة قام بشراءه، أول مباراة أقيمت في ملعب وايت هارت لين كانت في يوم افتتاحه، 4 سبتمبر 1899 حيث لعب فريق توتنهام ضد نوتس كاونتي، فاز بذلك اللقاء توتنهام 4-1 مع حضور حوالي 5,000 مشجع، بلغت الإيرادات لذلك اللقاء 115 جنيه استرليني.
مع دخول توتنهام للدوري سنة 1909، وضع المهندس أرشيبالد ليتش خططا لتوسعه الملعب ليجعل سعته تزيد عن 50,000 مقعد. أول لقاء لعبه توتنهام في الدوري الممتاز (الدرجة العليا وقتها) كان ضد مانشستر يونايتد في 11 سبتمبر 1909 أنتهى بتعادل الفريقين 2-2.
استخدم النادي ارباح فوزه بكأس الاتحاد الإنجليزي 1921 لزيادة السعة ولجعل معظم المدرجات مغطاة. بمساعدة المهندس أرشيبالد ليتش مجدداً ازدادت سعة الملعب إلى 58,000 مع 40,000 من هذه المدرجات مغطاة.
في عام 1934 طور النادي المدرج الشرقي مع تكلفة 60,000 جنيه استرليني، مجدداً صممها المهندس أرشيبالد ليتش لترتفع سعة الملعب إلى 80,000 مقعد.
شهد عام 1953 إدخال الأضواء الكاشفة للملعب وكان أول لقاء يشهد ذلك في سبتمبر من ذلك العام، ضد نادي راسينغ باريس الفرنسي وانتهى بفوز توتنهام 5-3.
بين عامي 1920 و 1972 كان وايت هارت لين واحداً من الملاعب الإنجليزية القليلة التي لم يوجد بها لوحات أعلانات.
في تسعينيات القرن الماضي تم وضع الشاشات في كل مرمى في الملعب.
في 14 مايو من عام 2017. اقيم الحفل الختامي في وايت هارت لين بمباراة الفريق الاخيرة عليه ضد مانشستر يونايتد وفاز توتنهام هوتسبر 2-1 وسجل الهدف الاخير في هذا الملعب لاصحاب الأرض هاري كين. اما بالنسبة للهدف الاخير بشكل عام كان من قبل مهاجم مانشستر يونايتد واين روني. بعد المباراة اقتحمت جماهير توتنهام الملعب واقيم الحفل الختامي بحضور 48 اسطورة ونجم سابق مثل الفريق. في اليوم التالي بدأت عمليات هدم وايت هارت لين بعد 118 عاماً.

## المدرجات
| المدرج                                   | المقاعد     |
| ---------------------------------------- | ----------- |
| المدرج الشمالي (المعروف بـ"باكستون رود") | 10,086 مقعد |
| المدرج الجنوبي (المعروف بـ"بارك لين")    | 8,633 مقعد  |
| المدرج الغربي (المعروف بـ"هاي رود")      | 6,890 مقعد  |
| المدرج الشرقي (المعروف بـ"رسستر أفيينو") | 10,691 مقعد |

## الأرقام
| المسابقة              | المباريات | فاز  | تعادل | خسارة | اهداف له | اهداف عليه | نسبة الفوز% |
| --------------------- | --------- | ---- | ----- | ----- | -------- | ---------- | ----------- |
| الدوري الإنجليزي      | 1993      | 1102 | 462   | 429   | 3983     | 2326       | 56%         |
| كاس الاتحاد الإنجليزي | 193       | 124  | 46    | 23    | 305      | 123        | 65%         |
| كاس الرابطة المحترفة  | 105       | 71   | 15    | 19    | 234      | 100        | 68%         |
| البطولات الأوروبية    | 95        | 70   | 18    | 7     | 246      | 71         | 74%         |
| درع الاتحاد الإنجليزي | 4         | 3    | 0     | 1     | 7        | 5          | 75%         |

### مواسم في الدوري
- أكثر موسم حقق به توتنهام انتصارات في ملعب وايت هارت لين كان موسم 1919/20 حيث حقق 19 فوز من أصل 21 مباراة في الدوري.[4]
- أقل موسم حقق به توتنهام انتصارات في هذا الملعب كان موسم 1993/94 حيث فاز بـ4 من أصل 21 مباراة في الدوري.[4]
- أكثر موسم حقق به توتنهام تعادلات في هذا الملعب كان موسم 1975/76 حيث تعادل في 10 من أصل 21 مباراة في الدوري.[4]
- أقل موسم تعادل به توتنهام في هذا الملعب كان موسم 1951/52 وكذلك 1989/90 حيث تعادل مرة واحدة في الدوري.
- أقل موسم خسر به توتنهام في هذا الملعب كان موسم 1919/20 وكذلك 1932/33 وأيضاً 1964/65 و2016/17 بـ0 هزيمة في الدوري.
- أكثر موسم خسر به توتنهام في هذا الملعب كان موسم 1991/92 حيث خسر 11 مرة من أصل 21 مباراة في الدوري.
- أكثر موسم سجل به توتنهام أهدافاً في هذا الملعب كان موسم 1962/63 حيث سجل 72 هدف في 21 مباراة في الدوري.
- أقل موسم سجل به توتنهام أهدافاً في هذا الملعب كان موسم 1996/97 حيث سجل 19 هدف في 19 مباراة في الدوري.
- أقل موسم استقبل به توتنهام أهدافاً في هذا الملعب كان موسم 2016/17 حيث استقبل 9 اهداف في 19 مباراة في الدوري.
- أكثر موسم استقبل به توتنهام أهدافاً في هذا الملعب كان موسم 1958/59 حيث استقبل 42 هدف في 21 مباراة في الدوري.

### على التوالي
- أطول سلسلة انتصارات في وايت هارت لين في الدوري كانت في سنة 1987 حيث حقق توتنهام 14 فوز في هذا الملعب.[5]
- أطول سلسلة تعادل في وايت هارت لين في الدوري كانت في سنة 1991 حيث حقق توتنهام 5 تعادل في هذا الملعب.
- أطول سلسلة هزائم في وايت هارت لين في الدوري كانت في سنة 1994 حيث حقق توتنهام 4 هزائم في هذا الملعب.
- أطول سلسلة تسجيل في وايت هارت لين في الدوري كانت بين سنة 1951 و 1953 حيث سجل توتنهام في 57 لقاء في هذا الملعب.
- أطول سلسلة بدون هزيمة في وايت هارت لين في الدوري كانت بين سنة 1932 و 1933 حيث لم يخسر في 33 لقاء في هذا الملعب.

## حقائق
- خلال الحرب العالمية الأولى استخدم كقاعدة لصنع الذخيرة. رغم ذلك كان توتنهام يلعب به العديد من المباريات، وان لم يكن متوفراً فدائما ما كان يلعب توتنهام مبارياته المحلية في ملعب كلابتون اورينت المتواجد في شمال لندن ايضاً.
- تم استخدام بعض من اجزاء وايت هارت لين للاغراض العسكرية خلال الحرب العالمية الثانية، كصنع اقنعة الغاز ومشرحة للضحايا.
- تشارك فريقي توتنهام وآرسنال ملعب وايت هارت لين كملعب لهما خلال الحرب العالمية الثانية بسبب استخدام الهايبري كقاعدة عسكرية.
- قبل بناء الملعب، كان مكان هذا الملعب في الأصل لدار حضانة مهجورة.[3]
- في عهد المدرب بيل نيكلسون لم يخسر الفريق في وايت هارت لين سوى في 72 مباراة من أصل 417.
- في البطولات الأوروبية خسر توتنهام في 7 مباريات من أصل 95 لقاء أوروبي لعب في هذا الملعب.[6]
- توتنهام توج بسبع بطولات كبرى في هذا الملعب، نجح بتحقيق الدوري مرتين والدوري الأوروبي مرتين ودرع الاتحاد الإنجليزي ثلاث مرات في هذا الملعب.
- يفخر جمهور آرسنال بتحقيقهم لقب الدوري في هذا الملعب، نجحوا بفعل ذلك في 1971 و 2004.
- ليفربول، بلاكبيرن وويست بروميتش أيضاً هي أندية توجت ببطولة لكل منها في وايت هارت لين.

## النهاية
في سنة 2017 سيهدم ملعب وايت هارت لين بعد 118 عاماً من الخدمة. أعلن توتنهام عن نيته في بناء ملعب جديد رغبةً بزيادة السعة ووضع نمط حديث لملعب الفريق بدلا من النمط القديم. سيتسع ملعب توتنهام الجديد لـ61,000 مقعد ومن المزايات التي سيتمتع بها الملعب الجديد خلافا عن وايت هارت لين:
1. سعة جماهيرية أكبر بحوالي 24 ألف مقعد.
2. قابلية الملعب لاحتضان مباريات NFL.
3. تعزيز المرافق الطبية والإعلامية في الملعب، ووضع مواقف سيارات إلى طوابق سفلية بدلاً من وجودها على سطح الأرض.
4. مباني عدة جديدة تشمل مناطق بيع التذاكر، مؤسسة توتنهام هوتسبر الخيرية، متجر الفريق والمتحف.
5. مساحات مفتوحة تتضمن مناطق ألعاب متعددة ومقاهي.
6. إعادة تطوير الطريق السريع لتحسين عمليات تنظيم الحشود.
7. فندق جديد به 49 شقة تحوي 180 غرفة نوم تحتل طوابق عليا.
8. مركز صحي جديد.
9. أطول جدار للتسلق داخلي في العالم.